# Chalarodon madagascariensis
Chalarodon madagascariensis là một loài thằn lằn trong họ Opluridae. Loài này được Peters mô tả khoa học đầu tiên năm 1854.

## Hình ảnh

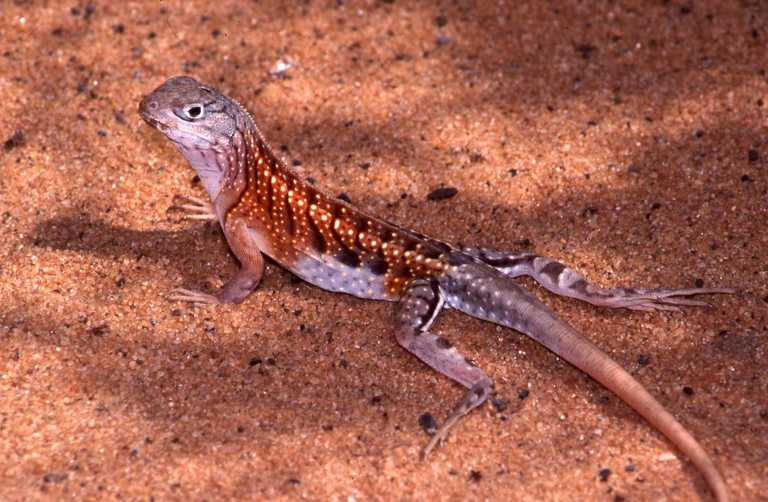